# Hubert Willi Klein
Hubert Willi Klein (* 1949 in Oberplag, Asbach) ist ein deutscher Ingenieur. Er wurde bekannt durch den Einsatz numerischer Berechnungsverfahren im Apparate- und Anlagenbau.

## Leben
Er ist Sohn des Gleisbaumeisters Matthias Klein und seiner Frau Elisabeth, geb. Schütz, aus Peterslahr. Nach dem Abitur am Martinusgymnasium in Linz am Rhein folgten zwei Jahre als Offiziersanwärter beim Bundesgrenzschutz in Eschwege und Grafenau. Danach begann er ein Studium des Bauingenieurwesens an der RWTH Aachen, das er 1976 als Diplom-Ingenieur abschloss. Erste Arbeiten bei der Interatom in Bensberg für den KNK-II-Reaktor im Kernforschungszentrum Karlsruhe; wissenschaftlicher Assistent am Lehrstuhl für Mechanik bei Carl Heinz; 1983 Promotion über ein explizites Lösungsverfahren zur Simulation von kurzzeit-physikalischen Vorgängen in nichtlinearem Material. Von 1984 bis 1989 arbeitete er in München für die Linde AG in der Konstruktion von Druckbehältern und Apparaten des Chemieanlagenbaus, zuletzt als Leiter der Abteilung Strukturmechanik. Von 1990 bis 2002 war er Professor für (Technische) Mechanik an der Universität Paderborn. Von 2002 bis 2015 war er Professor für Technische Mechanik, Apparatebau, Finite Elemente an der Fachhochschule Südwestfalen in Meschede. 2008 gründete er das Steinbeis-Transferzentrum Leichtbautechnologie in Meschede. Klein war Mitglied in verschiedenen Komitees des DIN und CEN, unter anderem 20 Jahre im Beirat des DIN-Normenausschuss Armaturen.